# The Clutch
The Clutch è stato un collettivo di produzione discografica e di autori musicali statunitense operativo ad Atlanta dal 2004 al 2010.
Il gruppo era composto da Candice Clotiel "Gg" Nelson, Ezekiel "Zeke" Lewis, Patrick Michael "J. Que" Smith, Balewa Muhammad e Keri Lynn Hilson. 
Tra i singoli di maggior successo scritti e/o prodotti dai The Clutch vi sono Ice Box di Omarion, Like a Boy di Ciara, The Way I Are di Timbaland, Radar di Britney Spears e One Less Lonely Girl di Justin Bieber. Il collettivo ha anche collaborato con Chris Cornell, Fantasia Barrino, Mary J. Blige e altri artisti.